# SV Schüren
Der SV Schüren (offiziell: Sportverein Schüren 1910 e. V.) war ein Fußballverein aus dem Dortmunder Stadtteil Schüren. Die erste Mannschaft spielte vier Jahre in der höchsten westfälischen Amateurliga.

## Geschichte
Der Verein wurde im Jahre 1910 als FC Union Schüren gegründet. Neun Jahre später wurde der Verein Hansa Schüren gegründet. Beide Vereine fusionierten später zum SV Schüren. Im Jahre 1931 stiegen die Schürener in die seinerzeit zweitklassige 1. Bezirksklasse Ruhr auf. Dort traf die Mannschaft unter anderem auf Borussia Dortmund mit dem späteren Nationalspieler August Lenz. Ab 1943 bildete der SV Schüren zusammen mit dem VfL Hörde und den Hörder SC eine Kriegsspielgemeinschaft. Nach dem Ende des Zweiten Weltkriegs schlossen sich alle Schürener Sportvereine zum Volks-, Turn- und Sportverein Schüren zusammen. Schon Ende 1946 spaltete sich der SV Schüren wieder ab.
Sechs Jahre später wurde die Mannschaft Meister der Bezirksklasse und stieg in die Landesliga Westfalen auf. Sportlicher Höhepunkt war Platz drei in der Saison 1954/55 hinter dem Dortmunder SC 95 und dem VfL Altenbögge. Ein Jahr später verpassten die Schürener als Neunter die Qualifikation für die neu geschaffene Verbandsliga Westfalen. Im Jahre 1957 erreichten die Schürener noch einmal Platz vier in der nunmehr viertklassigen Landesliga, wo die Mannschaft regelmäßig zwischen den Gruppen 3 und 5 pendelte. Schließlich ging es im Jahre 1970 zurück in die Bezirksklasse und der SV Schüren wurde zu einer Fahrstuhlmannschaft zwischen Bezirksliga und Kreisliga A.

## Persönlichkeiten
- Friedrich Ibel
- Bernd Krauss
- Jürgen Weber

## Nachfolgeverein BSV Schüren
Im Jahre 1986 fusionierte der SV Schüren mit der Fußballabteilung der TSG 1868 Schüren zum BSV Schüren. Dieser spielte von 1988 bis 1991 in der Bezirksliga, ehe die Mannschaft 1997 bis in die Kreisliga B hinabrutschte. Ende der 2000er Jahre ging es wieder hinauf. Der BSV Schüren stieg 2008 in die Bezirksliga und 2014 in die Landesliga auf. Im Jahre 2018 gelang dann der Aufstieg in die sechstklassige Westfalenliga.
Heimspielstätte des BSV Schüren ist die Berg-Auf-Kampfbahn. Das Stadion bietet Platz für 3500 Zuschauer und es wird auf Kunstrasen gespielt. Für den BSV Schüren spielten Persönlichkeiten wie Jonas Acquistapace, Patrick Njambe, Bastian Pinske und Sascha Samulewicz.